# Большеврудское сельское поселение
Большевру́дское се́льское поселе́ние — муниципальное образование в составе Волосовского района Ленинградской области.
Административный центр — деревня Большая Вруда.

## Географические данные
- Общая площадь: 179,50 км²
- Расположение: западная часть Волосовского района
- Граничит:
  - на севере — с Бегуницким сельским поселением
  - на востоке — с Рабитицким сельским поселением
  - на юге — с Сабским сельским поселением
  - на западе — с Кингисеппским районом.

По территории поселения проходят автодороги:
- А180 «Нарва» (E 20) (Санкт-Петербург — Ивангород — граница с Эстонией)
- 41А-002 (Гатчина — Ополье)
- 41А-186 (Толмачёво — автодорога «Нарва»)
- 41А-187 (Пружицы — Красный Луч)
- 41К-045 (Большая Вруда — Овинцево)
- 41К-046 (Большая Вруда — Сырковицы)
- 41К-047 (Молосковицы — Кряково)
- 41К-050 (Коноховицы — Терпилицы)
- 41К-054 (Новые Смолеговицы — Курск)
- 41К-192 (Хотыницы — Каложицы)
- 41К-346 (подъезд к дер. Котино)
- 41К-359 (Ущевицы — Большие Озертицы)
- 41К-366 (подъезд к дер. Горицы)

Расстояние от административного центра поселения до районного центра — 21 км.
По территории поселения проходит железная дорога Гатчина — Ивангород, имеется станция Вруда и железнодорожная платформа Овинцево.

## История
В начале 1920-х годов в составе Врудской волости Кингисеппского уезда Санкт-Петербургской губернии был образован Больше-Врудский сельсовет.
В августе 1927 года Больше-Врудский сельсовет вошёл в состав Молосковицкого района Ленинградской области.
В ноябре 1928 года в результате укрупнения Больше-Врудский сельсовет был объединён с Мало-Врудским и Сяглицким сельсоветами во Врудский сельсовет с центром в посёлке Вруда.
20 сентября 1931 года после ликвидации Молосковицкого района Врудский сельсовет вошёл в состав Волосовского района.
16 июня 1954 года к Врудскому сельсовету присоединены Княжевский и Летошицкий сельсоветы.
С 1 февраля 1963 года по 12 января 1965 года после упразднения Волосовского района сельсовет входил в состав Кингисеппского сельского района.
18 января 1994 года постановлением главы администрации Ленинградской области № 10 «Об изменениях административно-территориального устройства районов Ленинградской области» Врудский сельсовет, также как и все другие сельсоветы области, преобразован в Врудскую волость.
1 января 2006 года в соответствии с областным Законом № 64-оз от 24 сентября 2004 года «Об установлении границ и наделении соответствующим статусом муниципального образования Волосовский муниципальный район и муниципальных образований в его составе» образовано Большеврудское сельское поселение с центром в деревне Большая Вруда, в его состав вошла территория бывшей Врудской волости.
В мае 2019 года Беседское, Каложицкое и Курское сельские поселения влились в Большеврудское сельское поселение.
В апреле 2020 года деревня и посёлок Молосковицы объединились в деревню с сохранением названия Молосковицы.

## Население
| 2006  | 2010  | 2011  | 2012  | 2013  | 2014  | 2015  |
| ----- | ----- | ----- | ----- | ----- | ----- | ----- |
| 3000  | ↗3754 | ↗3772 | ↗3845 | ↗3915 | ↗3957 | ↗4005 |
| 2016  | 2017  | 2018  | 2019  | 2020  | 2021  | 2023  |
| ↗4031 | ↗4052 | ↘4016 | ↗4066 | ↗9715 | ↘9315 | ↗9323 |
| 2024  | 2025  |       |       |       |       |       |
| ↗9343 | ↗9390 |       |       |       |       |       |

Основная часть населения проживает в деревне Большая Вруда. В южной части поселения населённые пункты отсутствуют.

## Населённые пункты
| №  | Населённый пункт    | Тип населённого пункта              | Население    |
| -- | ------------------- | ----------------------------------- | ------------ |
| 1  | Аракюля             | деревня                             | ↘6 (2017)    |
| 2  | Беседа              | посёлок                             | ↘1041 (2017) |
| 3  | Большая Вруда       | деревня, административный центр     | ↗2468 (2017) |
| 4  | Большие Озертицы    | деревня                             | ↘25 (2017)   |
| 5  | Большие Сяглицы     | деревня                             | ↗26 (2017)   |
| 6  | Волпи               | деревня                             | ↘8 (2017)    |
| 7  | Вруда               | посёлок                             | ↗298 (2017)  |
| 8  | Горицы              | деревня                             | ↘8 (2017)    |
| 9  | Загорицы            | деревня                             | ↘22 (2017)   |
| 10 | Каложицы            | деревня                             | ↘48 (2017)   |
| 11 | Каложицы            | посёлок                             | ↗808 (2017)  |
| 12 | Княжево             | деревня                             | ↘31 (2017)   |
| 13 | Коноховицы          | деревня                             | ↘27 (2017)   |
| 14 | Котино              | деревня                             | ↗15 (2017)   |
| 15 | Красные Прологи     | деревня                             | →6 (2017)    |
| 16 | Красный Луч         | посёлок                             | ↘361 (2017)  |
| 17 | Кряково             | деревня                             | ↗19 (2017)   |
| 18 | Кудрино             | деревня                             | →0 (2017)    |
| 19 | Курск               | деревня                             | ↘217 (2017)  |
| 20 | Курск               | посёлок                             | ↘1331 (2017) |
| 21 | Лелино              | деревня                             | ↘2 (2017)    |
| 22 | Летошицы            | деревня                             | ↗77 (2017)   |
| 23 | Лопец               | деревня                             | ↘0 (2017)    |
| 24 | Малая Александровка | деревня                             | ↘7 (2017)    |
| 25 | Малая Вруда         | деревня                             | ↘0 (2017)    |
| 26 | Молосковицы         | посёлок                             | ↘236 (2017)  |
| 27 | Молосковицы         | деревня                             | ↘87 (2017)   |
| 28 | Морозово            | деревня                             | ↗59 (2017)   |
| 29 | Муромицы            | деревня                             | →8 (2017)    |
| 30 | Новое Рагулово      | деревня                             | ↘2 (2017)    |
| 31 | Новые Красницы      | деревня                             | ↘15 (2017)   |
| 32 | Новые Смолеговицы   | деревня                             | ↗79 (2017)   |
| 33 | Овинцево            | деревня                             | ↗36 (2017)   |
| 34 | Остроговицы         | посёлок                             | ↘187 (2017)  |
| 35 | Плещевицы           | деревня                             | ↗48 (2017)   |
| 36 | Полобицы            | деревня                             | ↗148 (2017)  |
| 37 | Прологи             | деревня                             | ↗23 (2017)   |
| 38 | Рагулово            | деревня                             | ↘11 (2017)   |
| 39 | Руссковицы          | деревня                             | ↘13 (2017)   |
| 40 | Смердовицы          | деревня                             | ↘80 (2017)   |
| 41 | Старые Красницы     | деревня                             | ↘16 (2017)   |
| 42 | Старые Смолеговицы  | деревня                             | ↗18 (2017)   |
| 43 | Сумск               | деревня                             | ↘73 (2017)   |
| 44 | Сырковицы           | деревня                             | ↘72 (2017)   |
| 45 | Сяглицы             | деревня                             | ↘8 (2017)    |
| 46 | Сяглицы             | посёлок                             | ↗140 (2017)  |
| 47 | Тресковицы          | деревня                             | ↗149 (2017)  |
| 48 | Ухора               | деревня                             | ↗9 (2017)    |
| 49 | Ущевицы             | деревня                             | ↗878 (2017)  |
| 50 | Химосово            | деревня                             | →0 (2017)    |
| 51 | Хотыницы            | деревня                             | →84 (2017)   |
| 52 | Хревицы             | деревня                             | ↗25 (2017)   |
| 53 | Шадырицы            | деревня                             | →6 (2017)    |
| 54 | Штурмангоф          | посёлок                             | ↘15 (2017)   |
| 55 | Шуговицы            | деревня                             | ↗41 (2017)   |
| 56 | Ямки                | деревня                             | ↘60 (2017)   |
| 57 | Ястребино           | деревня                             | ↗64 (2017)   |
| 58 | Ястребино           | посёлок при железнодорожной станции | →0 (2017)    |

Постановлением правительства Российской Федерации от 21 декабря 1999 года № 1408 «О присвоении наименований географическим объектам и переименовании географических объектов в Ленинградской, Московской, Пермской и Тамбовской областях» новым деревням были присвоены наименования Муромицы и Ухора.

## Местное самоуправление
Главой поселения и главой администрации является Музалев Алексей Владимирович

## Экономика
Сельское хозяйство
- Компания «Сяглицы» — Выращивание картофеля, столовых корнеплодных и клубнеплодных культур с высоким содержанием крахмала или инулина.
- Компания «Сяглицы-фауна» — животноводство.

Малый бизнес
Играет большую роль в торговле и услугах. Также существуют мелые деревообрабатывающие предприятия, пилорамы.
Госсектор
Существенная часть населения занята в госсекторе (образование, здравоохранение, социальное обслуживание населения).

## Достопримечательности
- Церковь Успения Пресвятой Богородицы в Большой Вруде
- Усадьба Е. П. Веймарна и Голубева в Сяглицах
- Усадьба Вейманов и А. К. Казем-Бека в Коноховицах
- Парк бывшей усадьбы Дибича и Е. Б. Тизенгаузена в Смердовицах